# AeroVelo Atlas
AeroVelo Atlas je helikopter na človeški pogon. 13. junija 2013 je dobil nagrado AHS International Igor I. Sikorsky Human Powered Helicopter Competition v vrednosti $250.000, ko je izvedel let daljši od ene minute (64 sekund) in dosegel višino 10 čevljev.
Atlas je imel štiri rotorje - "kvadrotor", vsak s premerov 20,4 metra. Večji helikopter po dimenzijah je bil samo ruski Mil Mi-12. 
Letno testiranje se je začelo 22. avgusta 2012.

## Tehnične specifikacije
Podatki iz Aviation Week and Space Technology 15 July 2013
Splošne značilnosti
- Posadka: 1
- Teža praznega letala: 55 kg (122 lb)
- Bruto teža: 128 kg (282 lb)
- Pogon letala: 1 × human , 1,1 kW (1,5 hp)
- Premer glavnega rotorja: 4× 20,2 m (66 ft 3 in)
- Površina glavnega rotorja: 1.282 m2 (13.800 sq ft)

Zmogljivost
- Višina leta: 3,3 m (11 ft)